# Emlyn
Emlyn  è un nome proprio di persona gallese maschile.

## Origine e diffusione
Deriva probabilmente dal toponimo di un'antica regione del Dyfed, l'Emlyn, che vuol dire "intorno alla valle"; è stato anche ipotizzato che possa essere un adattamento gallese del nome Emiliano. In inglese, del nome si riscontra anche uso femminile, ma in tali casi va ricondotto ad Amelia ed Emily.

## Onomastico
Il nome è adespota, cioè non ha santo patrono, quindi l'onomastico ricade il 1º novembre, per la festa di Ognissanti.

## Persone
- Emlyn Hughes, calciatore e allenatore di calcio britannico
- Emlyn Williams, attore teatrale e drammaturgo britannico